# ال تبسو
ال تبسو (به اسپانیایی: El Toboso) یک شهرستان در اسپانیا است که در کینتانار د لا اردن واقع شده‌ است.

## خصوصیات
ال تبسو ۱۴۴٫۱۹ کیلومترمربع مساحت و ۲٬۲۱۹ نفر جمعیت دارد و ۶۳۵ متر بالاتر از سطح دریا واقع شده‌است.